# Forrest Gump (rollfigur)
Forrest Alexander Gump, född 6 juni 1944 i Greenbow, Alabama, är huvudpersonen i Winston Grooms roman Forrest Gump från 1986, Robert Zemeckis film från 1994 med samma namn, och Forrest Gump & Son, den skriftliga uppföljaren till Grooms roman.
I filmen är Forrest en före detta collegefotbollsspelare (All-American kick returner), Vietnamveteran och mottagare av Medal of Honor, internationell mästare i pingis, affärsman och filantrop vars prestationer och engagemang gör att han upplever viktiga händelser under 1900-talet och möter olika betydelsefulla personer, inklusive Elvis Presley, John Lennon och USA:s presidenter John F. Kennedy, Lyndon B. Johnson och Richard Nixon.
Han utstrålar en medkännande, optimistisk och envis attityd trots otaliga motgångar. Genom den starka uppfostran från sin mor strävar han efter att hjälpa varje person han möter trots sin starka naivitet och vissa människors negativa uppfattning om honom på grund av hans bristande intellekt. Genom hela sitt liv behåller han en uppriktig kärlek till sin barndomsvän Jennifer Curran, som han kärleksfullt kallar Jenny och som han till slut gifter sig med.
Tom Hanks porträtterade karaktären i filmen och vann sin andra raka Oscar för bästa manliga huvudroll för sin prestation (Hanks vann året innan för Philadelphia), medan Michael Conner Humphrey spelade Forrest som barn.
År 2019 utsågs Forrest Gump till den 27:e bästa filmkaraktären genom tiderna av tidningen Empire.